# モンテコルヴィーノ・プリアーノ
モンテコルヴィーノ・プリアーノ（伊: Montecorvino Pugliano）は、イタリア共和国カンパニア州サレルノ県にある、人口約11,000人の基礎自治体（コムーネ）。

## 地理

### 位置・広がり

#### 隣接コムーネ
隣接するコムーネは以下の通り。
- ベッリッツィ
- ジッフォーニ・ヴァッレ・ピアーナ
- モンテコルヴィーノ・ロヴェッラ
- ポンテカニャーノ・ファイアーノ

## 行政

### 分離集落
モンテコルヴィーノ・プリアーノには、以下の分離集落（フラツィオーネ）がある。
- Bivio Pratole, Pagliarone, Pugliano, Santa Tecla, San Vito, Sorbo, Torello